# Моргуновы
Моргуновы — деревня в Слободском районе Кировской области в составе Шиховского сельского поселения.

## География
Находится на расстоянии примерно 11 км на восток от Нового моста через Вятку в городе Киров. 

## История
Известна с 1671 года как деревня Колобовская с 1 двором, в 1764 году здесь уже проживало 107 человек. В 1873 году в деревне Колобовской (Моргуновы) было учтено дворов 21 и жителей 157, в 1905 (тогда учитывались отдельно Моргуново-1 и Моргуново-2) 46 и 201, в 1926 55 и 260 (для первой и второй деревни вместе), в 1950 26 и 84. В 1989 оставалось 2 жителя. Настоящее название утвердилось с 1939 года
.

"Писцовая книга 1629 года Хлыновского уезда Письма и меры Офонасия Толочанова да подьячего Ондрея Иевлева  по Стану Волковскому гласит:
Пустошь, что была деревня Коробовская, Моргунова тож
Место дворовое Петрушки Агафонова сына Моргунова, умер во 123 году (7123 год от сотворения мира); 
да два места дворовых же половничьих; половники сошли безвестно в том же году.
Пашни лесом поросло добрые земли тридцать четвертей в поле, а в дву потому ж, а в ней впусте две выти с полу-вытью. Да за ним же была пустошь Наимушинская. Пашни лесом поросло середние земли две четверти без полуосмины в поле, а в дву потому ж; впусте пол четверти выти. "

То есть  деревня образована ранее 1615 года

## Население
Постоянное население  составляло 1 человек (еврейской национальности) в 2002 году, 3 в 2010.